# أرييه ليو أوليتسكي
أرييه ليو أوليتسكي Aryeh Leo Olitzki (4 يونيو 1898 - 1983) عالم إسرائيلي في البكتيريا الحيوية.
في عام 1967، مُنح أوليتسكي جائزة إسرائيل في الطب. 

## سيرة شخصية
وُلد أرييه أوليتسكي عام 1898 في ألينشتاين في شرق بروسيا في ألمانيا (واسمها الحالي أولشتين، وتقع في بولندا). درس الطب في جامعتي برلين وبريسلاو، وعُين مساعدًا في معهد النظافة الصحية بجامعة بريسلاو، حيث حصل على الدكتوراه.
وهاجر في عام 1924 إلى فلسطين تحت الانتداب البريطاني.
ترأس أوليتسكي مختبرات علم الجراثيم في مستشفى هداسا في القدس وصفد .  في عام 1928، انضم إلى هيئة التدريس في الجامعة العبرية في القدس، وأصبح أستاذًا في عام 1949، وعميدًا لكلية الطب من عام 1961 إلى عام 1965.

## الجوائز والتقدير
- في عام 1967، مُنح أوليتسكي جائزة إسرائيل في الطب. [2]
- سمي شارع أوليتسكي في بئر السبع باسمه.